# コロンビア共和国銀行
コロンビア共和国銀行（コロンビアきょうわこくぎんこう、スペイン語: Banco de la República）は、コロンビアの中央銀行。本店は首都ボゴタにある。

## 歴史
コロンビアの国立銀行は過去に設立と閉鎖を繰り返しており、Banco Nacional（1880年―1894年）、Banco Central de Colombia（1905年―1910年）が存在した。1923年、アメリカの経済学者エドウィン・ケメラーの協力により法整備が行われ、コロンビア共和国銀行が設立された。

## 業務
通貨の発行や政策金利の上げ下げなどの通常の金融政策に加えて、教育文化事業に積極的に関与している。具体的には、経済学の奨学金プログラムや文化施設の運営である。ボゴタの黄金博物館やボテロ博物館、通貨博物館は共和国銀行が運営している。